# Pseudagrion estesi
Pseudagrion estesi är en trollsländeart som beskrevs av Elliot C.G. Pinhey 1971. Pseudagrion estesi ingår i släktet Pseudagrion och familjen dammflicksländor. Inga underarter finns listade i Catalogue of Life.